# Malîșivka, Zaporijjea
Malîșivka (în ucraineană Малишівка, în germană Neuenberg) este localitatea de reședință a comunei Malîșivka din raionul Zaporijjea, regiunea Zaporijjea, Ucraina. Satul a fost locuit de germanii pontici.   

## Demografie
Componența lingvistică a localității Malîșivka
     Ucraineană (70,83%)
     Rusă (28,03%)
     Alte limbi (1,14%)
Conform recensământului din 2001, majoritatea populației localității Malîșivka era vorbitoare de ucraineană (70,83%), existând în minoritate și vorbitori de rusă (28,03%).